# رئيس حكومة تونس
رئيس حكومة تونس أو الوزير الأول التونسي، هو رئيس الحكومة التونسية. يضطلع الوزير الأول بمهمة تسيير أعمال الحكومة التي يختارها رئيس الجمهورية لمساعدته في ممارسة السلطة التنفيذية، و يكون الوزير الأول و كامل اعضاء الحكومة مسؤولين عن اعمالهم أمام رئيس الجمهورية دون سواه
. تم إنشاء المنصب من قبل الزعيم الحبيب بورقيبة بتعيينه الباهي الأدغم كأول حامل للمنصب في 7 نوفمبر 1969 الذي كان يشغل منصب كاتب دولة للرئاسة وهو منصب قريب من منصب الوزير الأول. على الرغم من وجود المنصب الوزير الأولمملكة تونس، إلا أنه تم إلغاؤه مع إعلان الجمهورية في 25 يوليو 1957. أنشأ دستور 1959 نظامًا رئاسيًا حيث كان الرئيس هو رئيس الدولة ورئيس الحكومة. نقل بورقيبة بعض صلاحياته إلى الوزير الأول الذي كان له دور في الخلفية. بعد الثورة التونسية في 2011، مُنح الوزير الأول صلاحيات رئيسية وتقاسم السلطة التنفيذية مع الرئيس. له تأثير كبير على السياسات الداخلية بينما يحدد رئيس الدولة بشكل أساسي السياسات الخارجية والدفاعية. منذ اعتماد دستور 2022 ذو التوجه الرئاسي تم تقليص صلاحيات الوزير الأول من جديد لتقتصر مهمته على تسيير أعمال الحكومة بالاساس. منذ سنة 2014 ، كان الرئيس بعين رئيساً للحكومة مرشح الحزب الفائز في الانتخابات التشريعية، وهو المرشح الذي يحتل أكبر عدد من المقاعد في المجلس. أمام الوزير الأول المكلف شهر لتشكيل الحكومة وتقديمها إلى البرلمان للحصول على الثقة. إذا تم الحصول عليها، فإن الحكومة تؤدي اليمين من قبل الرئيس. يجوز عزل الوزير الأول والوزراء بالتصويت على سحب الثقة عن طريق مجلس نواب الشعب. مع دخول دستور 2022 حيز التطبيق، اصبحت مهمة تعيين الوزير الأول من نصيب سيادة رئيس الجمهورية فقط دون القيام بالاستشارة، و بذلك يكون رئيس الحكومة و حكومته مسؤولان عن أعمالهم فقط امام رئيس الدولة. وقد شغل هذا المنصب خمسة عشر شخصًا منذ عام 1969.
وفي 29 سبتمبر 2021، عين الرئيس نجلاء بودن كأول امرأة تتولى الوزارة الأولى في تونس والعالم العربي.
وتشغل السيدة سارة الزعفراني الزنزري حاليا منصب الوزيرة الأولى بتونس منذ تعيينها مساء 20 مارس 2025 خلفا للسيد كمال المدوري لتكون ثاني سيدة في تونس والعالم العربي تشغل منصب رئيس الحكومة.

## التاريخ

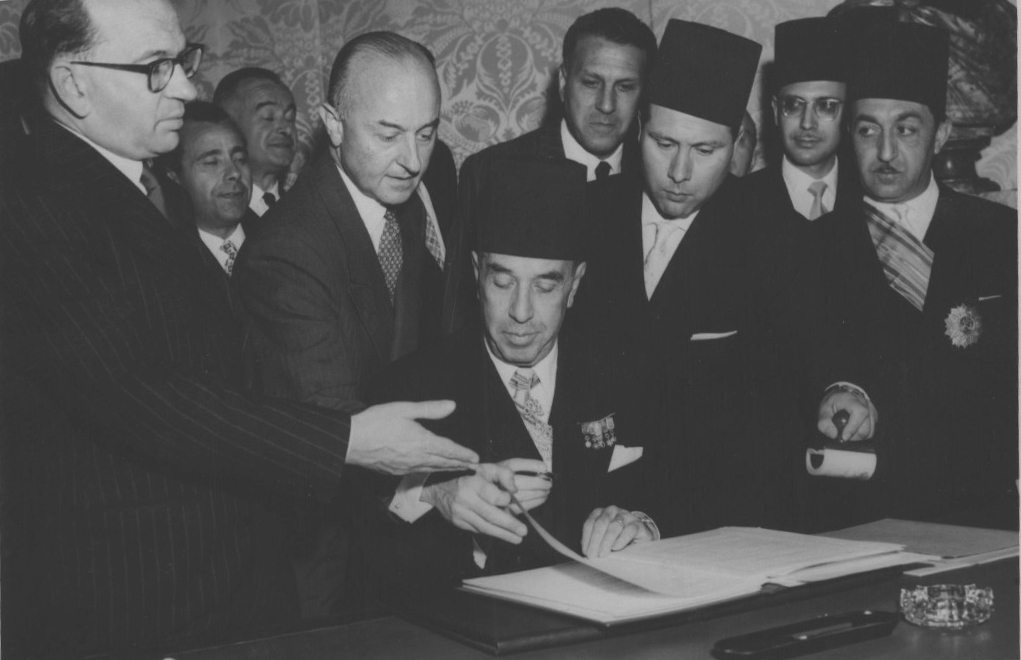
الوزير الأول الطاهر بن عمار أثناء توقيعه لاتفاقية الاستقلال الداخلي مع فرنسا في 1955.

منصب رئيس الوزراء يخلف منصب الوزير الأول لتونس. الطاهر بن عمار هو أول رئيس وزراء لتونس المستقلة خلال الحكم الملكي وعهدمحمد الأمين باي. ولكن بعد انتخاب المجلس القومي التأسيسي الذي وضع الدستور، أنهى الحبيب بورقيبة، الذي أصبح رئيسًا للجمهورية، مهامه في 25 يوليو 1957. يقوم الرئيس بعد ذلك بتعيين أعضاء الحكومة مباشرة ويترأس كل مجلس وزراء في القصر الرئاسي في قرطاج. أعاد بورقيبة إنشاء المنصب بموجب المرسوم رقم 69-400 الصادر في 7 نوفمبر 1969، ثم أدخله في الدستور بتعديلات 31 ديسمبر من العام نفسه. الباهي الأدغم، أحد أتباع الرئيس الذي شغل حقيبتين في حكومته (المالية والدفاع)، أصبح ثالث رئيس وزراء في تاريخ البلاد والأول في ظل النظام الجمهوري.
وفقًا لدستور عام 1959 المعدل في عام 1969، يعين رئيس الجمهورية رئيس الوزراء ونهي مهامه عند تقديم استقالته من الحكومة، ولا سيما في حالة صدور مذكرة لوم من المجلس القومي التأسيسي. باقتراح من رئيس الوزراء يعين أعضاء الحكومة الآخرين وينهي وظائفهم. ومع ذلك، فإن تعديل الدستور الذي تم إجراؤه في عام 1988 يقلل بشكل كبير من صلاحيات رئيس الوزراء. بعد الثورة التونسية في 2011، أصبح رئيس الوزراء رئيسًا للحكومة ومنح معظم صلاحيات السلطة التنفيذية.
بعد سنة 2011 و بموجب قانون التنظيم المؤقت للسلط العمومية الصادر في 16 ديسمبر 2011 ثم دستور 2014، اصبح رئيس الجمهورية يكلف مرشح الحزب السياسي الحاصل على أكبر عدد من المقاعد في المجلس بتشكيل الحكومة. على عكس دستور عام 1959، أصبح عندها رئيس الحكومة ولم يعد رئيس الجمهورية هو الذي يرأس الحكومة: يمكنه إلغاء أو إنشاء الوزارات وكذلك تحديد مهام وصلاحيات كل مؤسسة تحت إشراف الحكومة. يعين كبار موظفي الدولة بمعاونة الوزير المختص بهذا القطاع ومحافظ البنك المركزي بعد التشاور مع رئيس الجمهورية. كما يجوز له حل المجالس البلدية والمجالس الإقليمية والمجالس المحلية بعد أخذ رأي الرئيس.
لكن الآن و بعد عودة تونس لنظام رئاسي و الغاء دستور 2014 و دخول دستور 2022 حيز التطبيق عادت صلاحية تكليف رئيس الحكومة من جديد لرئيس الجمهورية الذي يمكنه تكليف الشخص الذي يريده بتشكيل الحكومة دون المرور لنيل الثقة من طرف البرلمان ، بالإضافة لأنه مسؤول هو و حكومته أمام رئيس الجمهورية ، لكن يمكن لمجلس نواب الشعب والمجلس الوطني للجهات و الاقاليم مجتمعين، بتوجيه لائحة لوم للحكومة ، اذا كانت تخالف السياسة العامة للدولة ، و هنا يمكن يقبل رئيس الجمهورية استقالة الحكومة بالضرورة اذا نمت المصادقة على لائحة اللوم بالاغلبية المطلقة للاصوات في المجلسين ، كما اوكل دستور 2022 الصلاحيات الرقابية لمجلس نواب الشعب

## الدور

### التعيين
طبقا للفصل 101 من دستور 2022 :

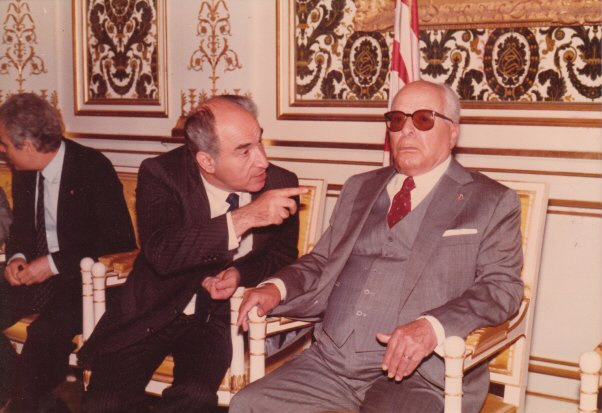
الوزير الأول محمد مزالي إلى جانب الرئيس الحبيب بورقيبة.

يعين رئيس الجمهورية رئيس الحكومَة كما يعين بقية اعضاء الحكومة باقتراح من الوزير الأول.
وطبق الفصل 102 من الدستور، ينهي رئيس الجمهورية مهام الحكومة أو عضو منها تلقائيا أو باقتراح من الوزير الأول.
ويؤدي رئيس الحكومة وأعضائها اليمين التالية أمام سيادة رئيس الجمهورية:
”أقسم بالله العظيم أن أبذل كل ما في وسعي في اخلاص و تفان، لأقوم بالواجب الوطني المقدس، ولأضطلع على خير وجه بمسؤولياتي، رائدي الأسمى في ذلك مصلحة الوطن العليا، في كنف احترام دستور البلاد و قوانينها.“

### المهام
طبقا للفصل 100 من دستور 2022: « رئيس الجمهورية يظبط السياسة العامة للدولة و يحدد اختياراتها الأساسية»، لذلك فإن تعيين رئيس الحكومة و أعضاء الحكومة (الوزراء ووزراء الدولة، و كتاب الدولة) من قبله، وهو من يقوم بانهاء مهامهم تلقائيا أو باقتراح من الوزير الأول، و توكل الى رئيس الحكومة عدة مهام منها :
- الاشراف على تنفيذ اعضاء الحكومة التوجهات الكبرى التي يظبطها رئيس الجمهورية.
- تقديم اقتراحاته لرئيس الجمهورية عند تعيين الوزراء أو انهاء مهامهم وعند التعيينات في الوظائف العليا المدنية والعسكرية.
- تولي مهمة تسيير عمل الحكومة وتنسيق أعمالها والتصرّف في دواليب الإدارة.
- نيابة رئيس الدولة في رئاسة مجلس الوزراء أو أي مجلس آخر.
- تولي مهام رئيس الجمهورية عند التعذر للوقتي لممارسته مهامه بتفويض من رئيس الجمهورية يصدر بأمر
- إبرام "المعاهدات ذات الطابع التقني.[6]

## القائمة
تعرض هذه القائمة رؤساء حكومات تونس منذ إعلان الجمهورية في 25 يوليو 1957.
| الرقم | رئيس الوزراء        | بداية العهدة   | نهاية العهدة   | الوظيفة العامة السابقة                                                     |
| ----- | ------------------- | -------------- | -------------- | -------------------------------------------------------------------------- |
| 1     | الباهي الأدغم       | 7 نوفمبر 1969  | 2 نوفمبر 1970  | وزارة الدفاع الوطني                                                        |
| 2     | الهادي نويرة        | 2 نوفمبر 1970  | 23 أبريل 1980  | وزارة المالية                                                              |
| 3     | محمد مزالي          | 23 أبريل 1980  | 8 يوليو 1986   | وزارة التربية                                                              |
| 4     | رشيد صفر            | 8 يوليو 1986   | 2 أكتوبر 1987  | وزارة المالية                                                              |
| 5     | زين العابدين بن علي | 2 أكتوبر 1987  | 7 نوفمبر 1987  | وزارة الداخلية                                                             |
| 6     | الهادي البكوش       | 7 نوفمبر 1987  | 27 سبتمبر 1989 | وزارة الشؤون الإجتماعية                                                    |
| 7     | حامد القروي         | 27 سبتمبر 1989 | 17 نوفمبر 1999 | وزارة العدل                                                                |
| 8     | محمد الغنوشي        | 17 نوفمبر 1999 | 27 فبراير 2011 | وزارة المالية                                                              |
| 9     | الباجي قائد السبسي  | 27 فبراير 2011 | 24 ديسمبر 2011 | رئيس مجلس نواب الشعب                                                       |
| 10    | حمادي الجبالي       | 24 ديسمبر 2011 | 14 مارس 2013   | لم يشغل منصب عام سابقا                                                     |
| 11    | علي العريض          | 14 مارس 2013   | 29 يناير 2014  | وزارة الداخلية                                                             |
| 12    | مهدي جمعة           | 29 يناير 2014  | 6 فبراير 2015  | وزارة الصناعة                                                              |
| 13    | الحبيب الصيد        | 6 فبراير 2015  | 27 أغسطس 2016  | وزارة الداخلية                                                             |
| 14    | يوسف الشاهد         | 27 أغسطس 2016  | 27 فبراير 2020 | وزارة الشؤون المحلية                                                       |
| 15    | إلياس الفخفاخ       | 27 فبراير 2020 | 2 سبتمبر 2020  | وزارة المالية                                                              |
| 16    | هشام المشيشي        | 2 سبتمبر 2020  | 25 يوليو 2021  | وزارة الداخلية                                                             |
| —     | شاغر                | 25 يوليو 2021  | 11 أكتوبر 2021 | —                                                                          |
| 17    | نجلاء بودن          | 11 أكتوبر 2021 | 1 اغسطس 2023   | مديرة بوزارة التعليم العالي                                                |
| 18    | أحمد الحشاني        | 1 اغسطس 2023   | 7 اغسطس 2024   | مدير عام للشؤون القانونية ثم للموارد البشرية متقاعد بالبنك المركزي التونسي |
| 19    | كمال المدوري        | 7 اغسطس 2023   | 21 مارس 2025   | وزير الشؤون الإجتماعية                                                     |
| 20    | سارة الزعفراني      | 21 مارس 2025   |                | وزيرة التجهيز والإسكان، وزيرة النقل بالنيابة                               |